# ABC Futebol Clube
ABC Futebol Clube is een Braziliaanse voetbalclub uit de stad Natal in de staat Rio Grande do Norte. De aartsrivaal van ABC is stadsgenoot América de Natal. Met 57 staatstitels is ABC de koploper in geheel Brazilië. Samen met América Mineiro is het ook de enige club die 10 keer op rij kampioen kon worden, tussen 1932 en 1941. Het is een van de weinige clubs in het noordoosten van Brazilië die zelf eigenaar is van het stadion, het Frasqueirão dat in 2006 geopend werd.

## Geschiedenis
In 1915 vormden zonen uit elitefamilies op 29 juni samen de eerste voetbalclub van Rio Grande do Norte. In het huis van Avelino Alves Filho werd ABC Futebol Clube officieel gesticht. De naam ABC werd gekozen naar aanleiding van de sterke diplomatieke banden tussen Argentinië, Brazilië en Chili in die tijd. Zwart en wit werden vastgelegd als clubkleuren en João Emílio Freire werd als eerste voorzitter gekozen. De juridische oprichting vond pas op 13 december 1927 plaats, toen de FNF de club in de statuten opnam. Op 26 september 1915 speelde de club de eerste wedstrijd tegen de latere aartsrivaal América, die het verloor met 4-1. Er zijn echter bronnen dat ABC al op 19 september met 13-1 won van Natal EC, dat niet langer bestaat.
Vanaf 1919 speelde de club in het Campeonato Potiguar, de staatscompetitie die dat jaar van start ging. Na twee titels van América kon ABC in 1921 voor het eerst de titel winnen. In de jaren twintig wonnen ze nog drie titels. Verreweg het belangrijkste hoogtepunt in de geschiedenis van ABC is het veroveren van tien staatstitels op rij tussen 1932 en 1941, waarmee een record werd gezet dat in Rio Grande do Norte nog niet geëvenaard werd. In de jaren veertig en vijftig werden titels afgewisseld tussen ABC en América. Van 1958 tot 1962 volgde een nieuwe reeks van vijf opeenvolgende overwinningen. Deze waren erg belangrijk want vanaf 1959 werd met de Taça Brasil voor het eerst een nationale competitie gespeeld, waaraan telkens de staatskampioenen deel mochten nemen. In het eerste jaar werden ze meteen door Ceará uitgeschakeld. Een jaar later schakelde ABC eerst Estrela do Mar uit en werd dan door Fortaleza uitgeschakeld. De volgende drie seizoenen werd ABC telkens in de eerste ronde uitgeschakeld door Fortaleza en twee keer door Campinense. Doordat Alecrim twee keer op rij de staatstitel won kon ABC pas in 1966 terug deelnemen, maar ook nu werden ze weer meteen door Campinense uitgeschakeld. In 1967 was er voor het eerst een groepsfase, waardoor de club zes wedstrijden kon spelen, maar ook nu was dit geen succes en ze werden laatste. In 1968 nam rivaal América deel aan de laatste editie van de Taça. De grotere clubs hadden intussen het Torneio Roberto Gomes Pedrosa opgericht waar meerdere grote clubs uit eenzelfde staatscompetitie aan deelnamen waardoor ze de interesse in de Taça verloren. In dit nieuwe toernooi was er echter geen plaats voor clubs uit Rio Grande do Norte.
Begin jaren zeventig won ABC opnieuw vier titels op rij. Bij de oprichting van de huidige nationale competitie in 1971 was er ook geen plaats voor de staat, maar van 1972 tot 1986 kregen ze wel elk jaar enkele startbewijzen. In 1972 werd de club laatste in zijn groep. Een dieptepunt dat niet geheel op sportief vlak ligt is het gebruik van geschorste spelers in het nationale kampioenschap van 1972, hetgeen de club een schorsing van 2 jaar opleverde voor nationale competities. Dit dieptepunt leidde wel tot een grote tour door de wereld van meer dan 100 dagen. In 1973 speelde ABC tegen verschillende clubs in en uit Afrika, Europa en Azië. In totaal werden 24 wedstrijden gespeeld, waarvan 7 in een overwinning voor ABC eindigden, 12 in een gelijkspel en 5 in een nederlaag. Van 1976 tot 1979 speelde de club in de Série A en bereikte daar weleens de tweede ronde, maar kon er geen potten breken. Na nieuwe staatstitels in 1983 en 1984 namen ze ook in 1984 en 1985 nog deel aan de Série A, opnieuw zonder succes. Nadat de staat vanaf 1987 geen rechtstreekse deelnemer meer had speelde enkel América nog een handvol seizoenen in de Série A.
In de jaren tachtig won de club maar twee staatstitels, maar in de jaren negentig domineerde ABC met zeven titels en drie vicetitels. In de nationale competitie was de club een middenmoter in de Série B. De club nam ook geregeld deel aan de Copa do Brasil en werd meestal in de eerste ronde uitgeschakeld, behalve in 2000 toen ze de achtste finales bereikten en verloren van Palmeiras.
De 21ste eeuw luidde in de staatscompetitie een nieuw tijdperk in. In 2001 was Corintians de eerste club van buiten Natal die de staatstitel won. Ook clubs als Potiguar de Mossoró en Baraúnas kwamen opzetten, waardoor ABC zelfs soms buiten de top drie viel. Sinds 2002 speelde de club in de Série C en na een slechte campagne in de staatscompetitie van 2004 plaatste de club zich zelfs niet voor nationaal voetbal, wat de club twee jaar later nog eens overkwam, al konden ze in 2005 wel een nieuwe staatstitel op het palmares bijschrijven.
In 2007 versloeg ABC América in de staatsfinale en werd opnieuw kampioen en kwalificeerde zich voor de Série C, waar ze vierde werden en promotie afdwongen voor de Série B. Na twee seizoenen degradeerde de club weer. In 2010 werd opnieuw de staatstitel gewonnen en werd de club kampioen van de Série C. In de Copa do Nordeste bereikte de club de finale, die ze verloren van Vitória. Bij de terugkeer in de Série B werd de club tiende en won dat jaar ook een nieuwe staatstitel. De volgende jaren eindigde de club in de lagere middenmoot en kon ook in de staatscompetitie niet altijd de titelfinale bereiken. In 2014 bereikte de club de kwartfinale in de Copa do Brasil, waar ze verloren van Cruzeiro. In 2015 volgde een nieuwe degradatie, echter kon de club na één seizoen terugkeren. In 2017 volgde na één seizoen in de Série B een nieuwe degradatie. In 2019 degradeerde de club uit de Série C en moet zo voor het eerst in de Série D van start. De club kon in 2021 terug promotie afdwingen en slaagde erin om ook in 2022 te promoveren naar de Série B, echter kon de club daar niet standhouden. 

## Stadion

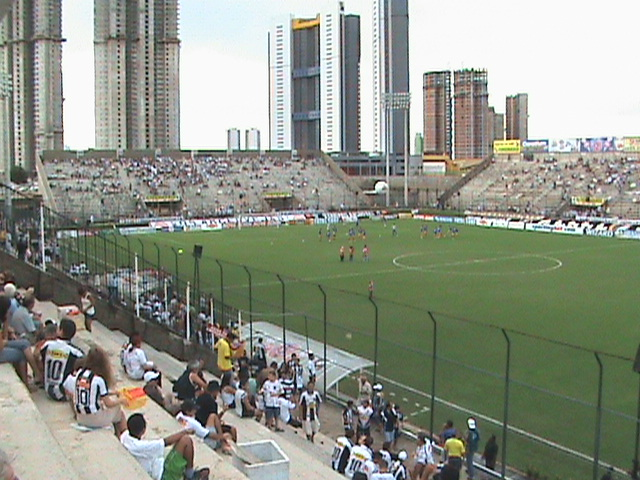
De tribunes van het stadion met in de achtergrond de skyline van Natal.

Het stadion van ABC, Estádio Maria Lamas Farache ofwel Frasqueirão, is in 2006 gebouwd en heeft momenteel plaats voor circa 18.000 toeschouwers. De bouwkosten bedroegen ongeveer R$ 12 miljoen, circa €4,5 miljoen. Op 22 januari 2006 werd het stadion officieel geopend met een wedstrijd tussen ABC en Alecrim, die in 1-1 eindigde.

## Erelijst
Campeonato Potiguar
1920, 1921, 1923, 1925, 1926, 1928, 1929, 1932, 1933, 1934, 1935, 1936, 1937, 1938, 1939, 1940, 1941, 1944, 1945, 1947, 1950, 1953, 1954, 1955, 1958, 1959, 1960, 1961 1962, 1965, 1966, 1970, 1971, 1972, 1973, 1976, 1978, 1983, 1984, 1990, 1993, 1994, 1995, 1997, 1998, 1999, 2000, 2005, 2007, 2008, 2010, 2011, 2016, 2017, 2018, 2020, 2022
Campeonato Brasileiro Série C
2010